# غونار جاكسون
غونار جاكسون (بالإنجليزية: Gunnar Jackson)‏ (6 يوليو 1986 في نيوزيلندا - ) هو ملاكم نيوزلندي.

## روابط خارجية
- غونار جاكسون على موقع بوكس ريك (الإنجليزية) (registration required)